# Barrax
Barrax è un comune spagnolo della provincia di Albacete situato nella comunità autonoma di Castiglia-La Mancia.
Si trova nella meseta che dà inizio alla catena montuosa di Alcaraz. È una città prevalentemente agricola circondata da ampie zone coltivate a cereali.

## Storia
L'origine del nome di questo comune secondo la tradizione, dato che non ci sono documenti che lo confermino, è stato dato da la Venta de Barrax, vecchia locanda sulla strada tra l'Andalusia, il centro della penisola e il Levante spagnolo, appartenente quindi alla giurisdizione di Alcaraz, che è diventata indipendente il 20 settembre 1564 quando fu insignito del titolo di Villa, per reale concessione di Filippo II di Spagna.
I primi documenti rinvenuti sono riferiti all'anno 1601, dal quale risalgono le prime iscrizioni degli archivi parrocchiali.
Il pozzo conosciuto a Barrax si trova di fronte alla chiesa di San Roque. Si tratta di un pozzo attualmente bloccatato, così come gli altri e due pozzi nella periferia della città a Munera. Più tardi l'acqua veniva portata da El Cornudillo, fattoria vicino al confine con il comune di Lezuza, e il deposito era situato nei pressi del mulino a vento. Ancora oggi si può trovare il mulino, anche se non è in condizioni molto buone. Era usuale vedere delle file di brocche nell'antica piazza del Colonnello Montoya, oggi piazza Alcalde Domingo Castillejo. Successivamente, il 16 ottobre 1966, venne realizzato il pozzo della La Morra, sotto il sindaco Eugenio Fernandez Cuenca. Il 24 ottobre 1966, il giorno di San Rafael, l'acqua giunse anche alla Plaza Mayor.

## Monumenti e luoghi d'interesse
- Chiesa parrocchiale dell'Immacolata Concezione: di stile neoclassico, si trova nella Plaza Mayor, di fronte al municipio, è stata completato nel 1766, durante il regno di Carlo III. Subì gravi danni durante la guerra civile spagnola. Nel 1945 si verificò un crollo che ha costrinse la riparazione e il successivo rifacimento della torre, che è stata restaurata nel 2001.
- Ermita de San Roque: si trova all'interno della città e fu ricostruita nel 1884. Nel 2006 la cappella è stata restaurata, e durante i lavori sono stati riscoperti gli affreschi originali, risalenti al XVI secolo.
- Nuovo municipio: situato sulla base della ex casa Lodares. Il suo pregevole portico venne restaurato nel 2006. recentemente sono stati scoperti nell'edificio degli scudi portati dal nord della Spagna e datati XV secolo, anche se in generale il portico appartiene al XVI secolo.
- Ermita del Cristo del Perdón: questo sito si distingue per la sua modernità, in quanto è stato ricostruito nel 1997 e ridisegnato dal sacerdote Don Felix Ibarguchi. All'interno si può ammirare una moderna Via Crucis le cui stazioni si dipartono per tutta la navata, anche questa progettata e realizzata dal parroco. Nella cappella è la statua del Cristo del perdono, che è una copia dell'immagine originale, bruciata durante la guerra civile.
- Mulino a Vento di Barrax: considerato il simbolo della città, si trova nel punto più alto della stessa. Nel 2006 venne inaugurato un grande parco con aree per bambini, per il fitness, tavoli da campeggio e aree verdi, per la gioia della popolazione locale e dei visitatori. La sua origine è remota, ed è stato restaurato più volte, la prima volta da Don Benjamín Palencia.
- A Finca Las Tiesas si sono tenute diverse campagne scientifiche finanziati dall'Agenzia spaziale europea (DAISEX, SEN2FLEX ...). Il motivo è per il fatto che si tratta di una zona con il terreno molto piatto, cielo sereno la maggior parte del tempo e raccolti coltivati in condizioni controllate (erba medica e orzo, tra gli altri). Questo rende Barrax particolarmente interessante dal punto di vista del telerilevamento. Barrax per questo è conosciuto in tutta Europa tra gli scienziati che si dedicano all'osservazione della Terra, grazie alle caratteristiche peculiari dei questa regione.
- Nel comune di Barrax, a 740 m sopra la pianura, si trova la collina "Cerro de los tres obispos" (colle dei tre vescovi), così chiamato perché era il punto di convergenza tra le diocesi di Toledo, Cuenca, Cartagena, fino a quando non venne creata la Diocesi di Albacete, nel 1950, nella quale venne inclusa, nel 1996, anche Barrax.
- Cerro de Santa Quiteria: qui si svolge il festival in onore di Santa Quiteria. Questa montagna dà spazio a un grande e bellissimo paesaggio sulla Mancia. Nel 2007 vennero piantati degli alberi, in modo che tutti i visitatori potessero godere del paesaggio rustico della Mancia sotto la loro ombra.
- "El Cuarto Filemón" situato in una valle, poco oltre il colle di Santa Quiteria. Al centro di questa valle, si trova il "El Cuarto Filemón" un antico borgo, dove si possono ammirare le antiche costruzioni popolari, e gli edifici tipici costruiti successivamente. Il tutto circondato da grandi paesaggi.
- La cisterna araba del XV secolo situata a circa 300 metri da Barrax verso Villarrobledo.

## Cultura

### Feste popolari
- Pellegrinaggio in onore di Santa Quiteria (22 maggio). La processione parte dal santuario che si trova nella collina omonima, portando su una lettiga l'immagine della santa. Questa processione prende origine da uno spuntino fatto dagli amici di un prete, in onore di sua madre per il suo compleanno, sulla collina di Santa Quiteria. Questo evento è stato ripetuto fino a diventare un pellegrinaggio.
- Festeggiamenti in onore di San Roque (13-17 agosto), con il suo famoso Toro di fuoco.
- Il 15 agosto si festeggia la Virgen de Agosto, il 16 San Roque e il 17 San Roquillo 17.
- In ogni festa del paese si realizza il tradizionale Toro di fuoco, realizzato da più uomini, all'interno di strutture mobili a forma di toro, piene di fuochi d'artificio, che attraversano le strade portando divertimento tra i partecipanti alla celebrazione.